# Glendora (Misisipi)
Glendora es una villa del condado de Tallahatchie, Misisipi, Estados Unidos. Según el censo de 2000 tenía una población de 285 habitantes y una densidad de población de 786.0 hab/km².

## Demografía
Según el censo de 2000, había 285 personas, 69 hogares y 60 familias residiendo en la localidad. La densidad de población era de 786,0 hab./km². Había 73 viviendas con una densidad media de 201,3 viviendas/km². El 4,56% de los habitantes eran blancos, el 92,28% afroamericanos, el 0,70% amerindios y el 2,46% pertenecía a dos o más razas. El 3,16% de la población eran hispanos o latinos de cualquier raza.
Según el censo, de los 69 hogares en el 55,1% había menores de 18 años, el 29,0% pertenecía a parejas casadas, el 50,7% tenía a una mujer como cabeza de familia y el 11,6% no eran familias. El 8,7% de los hogares estaba compuesto por un único individuo y el 2,9% pertenecía a alguien mayor de 65 años viviendo solo. El tamaño promedio de los hogares era de 4,13 personas y el de las familias de 4,26.
La población estaba distribuida en un 41,8% de habitantes menores de 18 años, un 15,4% entre 18 y 24 años, un 23,2% de 25 a 44, un 14,7% de 45 a 64 y un 4,9% de 65 años o mayores. La media de edad era 21 años. Por cada 100 mujeres había 82,7 hombres. Por cada 100 mujeres de 18 años o más, había 82,4 hombres.
Los ingresos medios por hogar en la localidad eran de 14.375 dólares ($) y los ingresos medios por familia eran 11.875 $. Los hombres tenían unos ingresos medios de 17.500 $ frente a los 11.250 $ para las mujeres. La renta per cápita para la ciudad era de 7.044 $. El 62,6% de la población y el 68,2% de las familias estaban por debajo del umbral de pobreza. El 83,3% de los menores de 18 años y el 40,0% de los habitantes de 65 años o más vivían por debajo del umbral de pobreza.

## Geografía
Según la Oficina del Censo de los Estados Unidos, la localidad tiene un área total de 0,4 km², todos ellos correspondientes a tierra firme.